# باول د. هانسون
باول د. هانسون (بالإنجليزية: Paul D. Hanson)‏ هو مدرس أمريكي، ولد في 17 نوفمبر 1939.